# Kostel svatého Václava (Pečky)
Farní kostel svatého Václava se nachází v malém městě Pečky ve středních Čechách. Je chráněn jako kulturní památka České republiky.

## Historie
Architektonický návrh kostela vypracoval architekt Bohumil Štěrba. Stavba probíhala v letech 1906 - 12 a realizoval ji stavitel Jan Sklenář z Kolína. Kostel byl pak vysvěcen v roce 1913.
Kostel stojí na pozemku darovaném Janem II. z Lichtenštejna, ten také finančně přispěl na stavbu kostela.
Kostel byl zapsán do seznamu nemovitých kulturních památek v roce 1991.
V roce 2001 prošel kostel velkou rekonstrukcí - jednalo se o opravu střechy a fasády.

## Architektura
Jedná se o novorománský jednolodní kostel, orientovaný směrem k severu. Jižnímu průčelí pak dominuje mohutná hranolová věž s jehlancovitou střechou a dekorativním portálem se sloupky. Severní stěna je ukončena presbytářem s půlkruhovým půdorysem.
Pozoruhodným prvkem interiéru je vyřezávaný otevřený krov.

## Výzdoba interiéru
Interiér působí stroze - počítalo se s průběžným dovybavením kostela, ke kterému ale nikdy nedošlo. Výmalbu interiéru navrhl malíř František Urban, který je rovněž autorem návrhu vitráží v presbytáři.
Oltář se sochami světců sv. Václava, sv. Ludmily a sv. Vojtěcha pochází z roku 1943 a jeho autorem je František Charvát z Kutné Hory. V západní části kostela jsou varhany z roku 1901, vyrobené varhaníkem Antonínem Mölzerem st.
Zvon Maria, umístěný ve věži, pochází z roku 1926.
Zajímavostí jsou dochované teplotní rozvody v kostelních lavicích - kostel byl již v době svého vzniku vytápěný.

## Současnosti
Kostel je farním kostelem farnosti Pečky. Mše se zde konají každé úterý, středu, pátek, o svátcích a každý třetí čtvrtek v měsíci vždy v 17:00. Nedělní mše jsou v 8:00.